# Иоанн Святогорский
Иоанн Святогорский (в миру Иван Крюков; 20 сентября 1795, город Курск — 11 августа 1867, Святогорский монастырь) — насельник Святогорского монастыря, затворник.
Причислен к лику местночтимых святых Украинской православной церкви 24 августа 1995 года, почитается в лике преподобных, память совершается 24 (11) августа.

## Биография
Родился 20 сентября 1795 году в г. Курске. Родители его были небогатые мещане по фамилии Крюковы. При крещении наречен именем Иоанн.
В 1804 году был отдан в учение к мастеру печных изразцов, которые в то время очень ценились. У него он учился 7 лет, затем перешел работать к другому мастеру и проработал у него два года.
В 1813 году поступил работать приказчиком к торговцу скотом, но затем перешел к другому торговцу. В это время по настоянию родителей он вступил в брак.
Вскоре он познакомился с подрядчиком — мастером изразцовых печей, который предложил ему снова вернуться к прежнему ремеслу. У него Иоанн проработал 8 лет, а затем открыл свою фабрику изразцовых печей и проработал ещё 9 лет. В это время он овдовел, у него умер отец. Устроив свою мать к сестрам он с её благословения ушел в монастырь.
26 августа 1833 года он поступил в Глинскую пустынь, где его сначала определили в гостиницу, а через полтора года сделали печником. Ещё через 4 года перевели в трапезную.
22 июня 1840 года Иоанн был пострижен в мантию с именем Иоанникий, в честь преподобного Иоанникия Великого.
20 апреля 1844 года переведен в возрожденную Святогорскую обитель и назначен её экономом.
15 августа 1849 года рукоположён святым Иннокентием (Борисовым) в сан иеродиакона.
26 августа 1849 года рукоположён святым Филаретом (Гумилевским) в сан иеромонаха и назначен духовником для приходящих богомольцев.
В 1850 году с благословения преосвященного Филарета иеромонах Иоанникий затворился в меловых пещерах.
29 августа 1852 года пострижен преосвященным Филаретом в великую схиму с именем Иоанн, в честь святого Иоанна Предтечи.
11 августа 1867 года вечером затворник скончался.
13-14 ноября 1995 года Комиссия по канонизации святых Священного Синода РПЦ не нашла препятствий для благословения Патриархом Алексием II канонизации в пределах Горловской и Славянской епархии иеросхимонаха Святогорского монастыря Иоанна (Крюкова).